# 大河坝镇
大河坝镇，是中华人民共和国陕西省汉中市佛坪县下辖的一个乡镇级行政单位。
2015年，陕西省民政厅批复同意撤销十亩地镇，并入大河坝镇。

## 行政区划
大河坝镇下辖以下地区：
五四村、木耳沟村、三河口村、共力村、沙坪村、高桥村、水田坪村、柒坪村、十亩地村、谭家河村、案板沟村、凤凰村和联合村。